# Capitólio Estadual do Arkansas
O Capitólio Estadual do Arkansas (em inglês:  Arkansas State Capitol) é a sede do governo do estado do Arkansas. Localizado na capital Little Rock, situa-se na 500 Woodlane Street.
Foi incluído no Registro Nacional de Lugares Históricos em 28 de junho de 1974.